# Pfloute
Les pfloutes, appelées aussi pflutters en Alsace ou floutes dans le Jura, sont une spécialité culinaire de l'est de la France et de la Suisse. Il s'agit d'un genre de quenelles à base de pomme de terre.
La préparation se fait en deux temps. D'abord, les pommes de terre sont cuites et écrasées pour former une purée consistante, additionnée d'œufs et d'un peu de farine. Ensuite, on en forme des boulettes qui sont cuites brièvement au four ou à la poêle.